# Bateau de Thésée
Pour la série manga, voir Le Bateau de Thésée (manga).

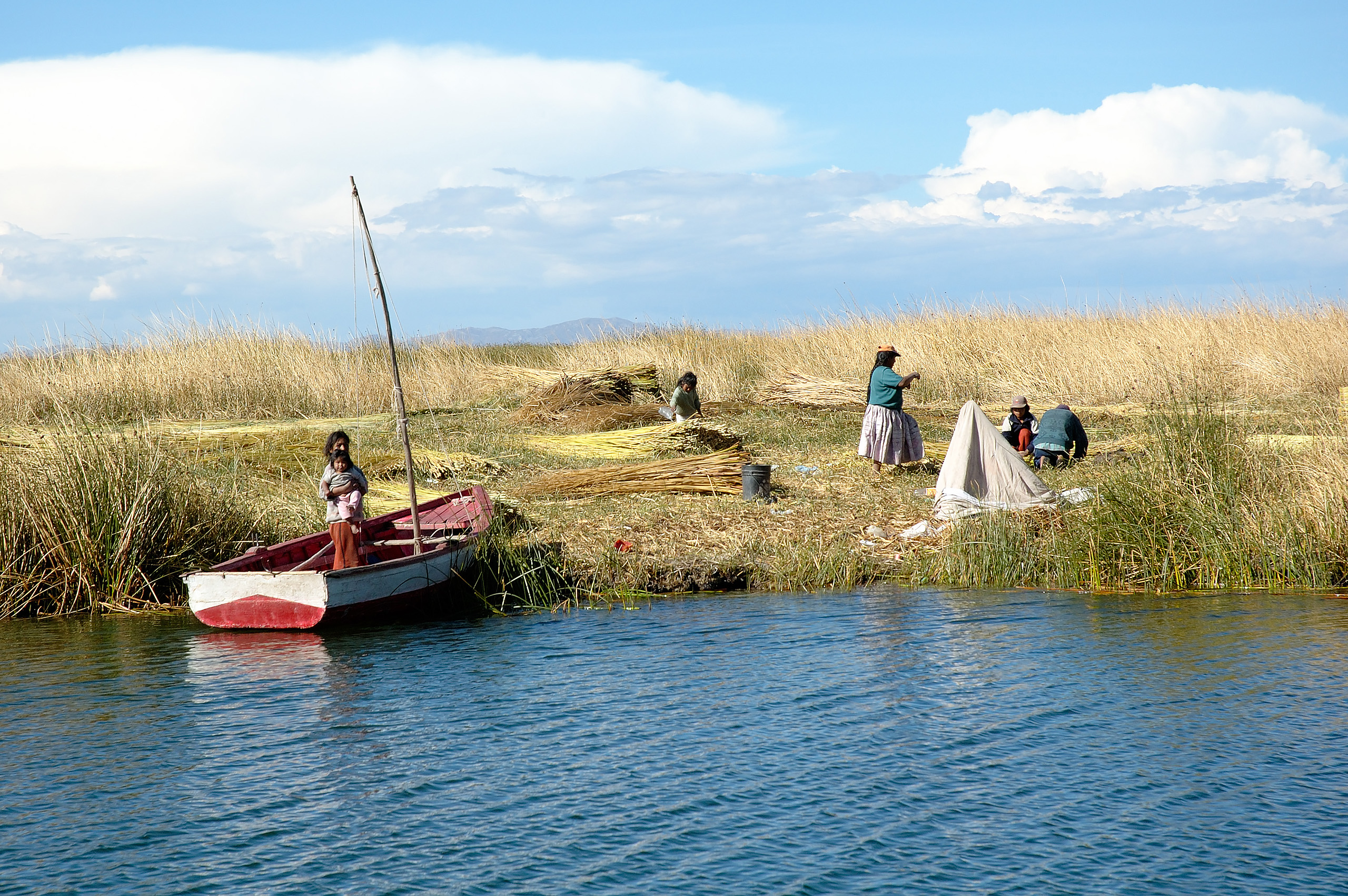
Îles flottantes des Uros, Lac Titicaca. Le jonc est périodiquement remplacé. Est-ce la même île une fois qu'il n'y a plus aucun bout de jonc de l'île originelle ?

Le bateau de Thésée est une expérience de pensée philosophique concernant la notion d'identité. Elle imagine un bateau dont toutes les parties sont remplacées progressivement. Au bout d'un certain temps, le bateau ne contient plus aucune de ses parties d'origine. La question est alors de savoir s'il s'agit du même bateau ou d'un bateau différent.
Le bateau de Thésée est une illustration d'un problème philosophique plus général : un objet dont tous les composants sont remplacés par d'autres reste-t-il le même objet ? D'autres illustrations en existent, comme celle du « couteau de saint Hubert », appelé aussi « couteau de Janot ».
L'expérience du bateau de Thésée est utilisée depuis l'Antiquité et a été reprise par de nombreux philosophes à l'époque moderne. Elle tire son nom du héros grec Thésée : selon la légende, son bateau aurait été réparé un grand nombre de fois, au point de ne plus avoir une seule pièce d'origine.

## La légende
La légende du bateau de Thésée est évoquée par Plutarque dans Vies des hommes illustres. Thésée serait parti d'Athènes combattre le Minotaure. À son retour, vainqueur, son bateau aurait été préservé par les Athéniens : ils retiraient les planches usées et les remplaçaient — de sorte que le bateau resplendissait encore des siècles plus tard — jusqu'au point où il ne restait plus aucune planche d'origine. Deux points de vue s'opposèrent alors : les uns disaient que ce bateau était le même, les autres que l'entretien en avait fait un tout autre bateau.

« Le navire à trente rames sur lequel Thésée s’était embarqué avec les jeunes enfants, et qui le ramena heureusement à Athènes, fut conservé par les Athéniens jusqu’au temps de Démétrius de Phalère. Ils en ôtaient les pièces de bois, à mesure qu’elles vieillissaient, et ils les remplaçaient par des pièces neuves, solidement enchâssées. Aussi les philosophes, dans leurs disputes sur la nature des choses qui s’augmentent, citent-ils ce navire comme un exemple de doute, et soutiennent-ils, les uns qu’il reste le même, les autres qu’il ne reste pas le même. »

— Plutarque, Vies des hommes illustres

## Portée philosophique
Le problème est de savoir si le changement de matière implique un changement d'identité, ou si l'identité serait conservée par la forme, ou encore d'une autre façon. Il y a une autre question, corollaire : si on avait gardé les planches du bateau et qu'avec, on en avait reconstruit un autre, lequel serait le vrai bateau ; cette hypothèse est formulée par Thomas Hobbes (De corpore). Le bateau de Thésée n'aurait pu rester identique à lui-même que s'il était resté à quai, constamment entretenu, et dans ce cas, même si aucune pièce ne subsistait du bateau d'origine, c'est bien ce bateau-là qui aurait été le témoin de l'aventure de Thésée.

## Culture populaire

### Filmographie

#### Télévision
Dans le premier épisode (En apnée) de la huitième saison de Doctor Who, le Docteur est confronté à un droïde mécanique, dont le vaisseau s'est écrasé sur Terre il y a des millions d'années. Afin de ne pas tomber en panne, il a au fil du temps prélevé de force des organes chez des humains pour remplacer ses propres parties. Lorsque le Docteur le confronte, il prend l'exemple du Bateau de Thésée avec une brosse à balai tout en lui montrant un plateau d'argent réfléchissant à la fois le reflet du droïde mais aussi son propre visage qui est issu de sa 12e régénération.
Dans le neuvième épisode de la mini-série WandaVision, le Vision créé par Wanda Maximoff à travers sa magie et le Vision blanc qui a été reconstruit à partir du corps du Vision originel tué par Thanos interrompent leur combat, car le synthézoïde blanc demande des explications à son homologue qui se définit lui-même comme « hypothétique ». Après un échange sur l'exercice de pensée du bateau de Thésee, le Vision blanc comprend que sa mission de détruire Vision créé par Wanda n'a pas de sens car il est autant Vision que celui créé par Wanda. Ce dernier touche le front de son double et lui redonne tous ses souvenirs, ceux de l'existence de Vision depuis sa création jusqu'à sa mort des mains de Thanos. Il comprend alors qui il est, dit « Je suis Vision », s'envole et disparaît.

### Littérature

#### Roman
Dans Le Cinquième Éléphant, Terry Pratchett en propose une reformulation : « Ceci, c’est la hache de ma famille. Nous l’avons depuis près de neuf siècles, voyez-vous. Évidemment, il a fallu parfois changer la lame. Et elle avait parfois besoin d’un nouveau manche, de nouveaux motifs sur le métal, d’une rénovation des décorations… mais est-ce que ce n’est plus pour autant notre hache familiale de neuf siècles ? Et parce qu’elle a changé doucement au fil des temps, elle reste un bon outil, vous savez. Assez bon. Allez-vous me dire que c’est un faux ? »